# ادوارد تینگاتینگا
ادوارد سعیدی تینگاتینگا (انگلیسی: Edward Saidi Tingatinga؛ ۱۹۳۲–۱۹۷۲) نقاش اهل تانزانیا بود.
او به خاطر سبک خاص نقاشی‌اش شناخته شده است.